# Антонія Каетана Морі
Антонія Каетана Морі (англ. Antonia Coetana de Paiva Pereira Maury; 21 березня 1866 — 8 січня 1952) — американська астрономка, яка першою розрахувала орбіту спектрально-подвійної зорі і виявила перші відмінності між спектрами карликів і гігантів. Входила до «Гарвардських обчислювачок» — групи астрономок і обчислювачок в Обсерваторії Гарвардського коледжу.
Походила з відомої наукової родини, була онукою астронома Джона Вільяма Дрейпера та племінницею астронома Генрі Дрейпера. Здобувши хорошу освіту, стала під керівництвом Едварда Пікерінга працювати в Обсерваторії Гарвардського коледжу над дослідженням зоряних спектрів. За дорученням Пікерінга, розрахувала орбіту Міцара А — першої зорі, подвійність якої була відкрита методами спектроскопії, однак в публікаціях цього відкриття Пікерінг лише побіжно згадував Морі. Пізніше вона ретельно дослідила спектроскопічними методами подвійні системи β Візничого та β Ліри.
Класифікуючи зоряні спектри, Морі відзначила відмінності в ширинах спектральних ліній між зорями одного спектрального класу. Хоч запропоновану Морі класифікацію спектрів з урахуванням ширин ліній і не сприйняли Пікерінг та інші співробітники обсерваторії, ця класифікація стала першим кроком до усвідомлення різниці між карликами й гігантами та зрештою до створення діаграми Герцшпрунга-Рассела. У 1897 Морі й Пікерінг видали великий каталог зоряних спектрів — перше видання Обсерваторії Гарвардського коледжу, у назві якого фігурувало ім'я жінки.
Покинувши обсерваторію (у тому числі через несприйняття колегами її класифікації зоряних спектрів), Морі займалась викладанням. Вона повернулась до Обсерваторії Гарвардського коледжу на запрошення наступника Пікерінга, Гарлоу Шеплі, і працювала там до виходу на пенсію в 1948 році. 1943 року Антонія Морі здобула премію Енні Джамп Кеннон — престижну премію Американського астрономічного товариства для жінок-астрономок. Вільям Морган, один із розробників спектральної класифікації Моргана — Кінана, заснованої на її роботі, називав Антонію Морі «найвеличнішим розумом, який будь-коли займався морфологією зоряних спектрів».

## Життєпис

### Походження й освіта
Антонія Каетана де Пайва Перейра Морі народилась в містечку Колд-Спрінг, штат Нью-Йорк, 21 березня 1866 року. Її назвали на честь бабусі по материнській лінії, Антонії Каетани де Пайви Перейри Гарднер Дрейпер, доньки лікаря при дворі королів Жуана VI Португальського та Шарлотти Іспанської. Батьком Морі був преподобний Міттон Морі, натураліст-любитель, прямий нащадок преподобного Джеймса Морі та один із синів Сари Міттон Морі. Матір'ю Морі була Вірджинія Дрейпер, донька Антонії Каетани де Пайви Перейри Гарднер та доктора Джона Вільяма Дрейпера.
Дід Каетани Морі, Джон Вільям Дрейпер, її дядько Генрі Дрейпер та його дружина Мері Анна Дрейпер усі були видатними астрономами. Мері Анна Дрейпер фінансувала дослідження в Обсерваторії Гарвардського коледжу, створивши для цього Меморіальний фонд імені Генрі Дрейпера. Завдяки сімейним зв'язкам Антонія та двоє її братів і сестер у ранньому віці познайомилися з наукою. Її молодша сестра, Карлотта Морі, згодом стала геологинею, стратиграфинею і палеонтологинею.
Антонія Морі навчалася у Вассар-коледжі, який закінчила 1887 року з відзнакою з фізики, астрономії та філософії. Там вона навчалася під керівництвом відомої астрономки Марії Мітчелл. Морі була однією з семи випускниць, обраних для оголошення промови на випускній церемонії.

### Кар'єра
Після закінчення бакалаврату Морі пішла працювати в Обсерваторію Гарвардського коледжу як одна з так званих «Гарвардських обчислювачок», висококваліфікованих жінок, які обробляли астрономічні дані. Її зарплата була вдвічі менша, ніж та, яку в той час платили чоловікам-астрономам.
У 1887 році Едвард Чарльз Пікерінг знайшов першу спектроскопічну подвійну зорю, ζ1 Великої Ведмедиці (Міцар А). Морі доручили визначити її орбіту, що вона і зробила, використовуючи періодичне роздвоєння деяких ліній у спектрі зорі. У 1889 році Морі відкрила другу спектроскопічну подвійну систему, β Візничого, й обчислила її орбітальний період. Пізніше вона знайшла й інші спектрально-подвійні зорі. Дізнавшись про цю роботу з копії Річного меморіального звіту Генрі Дрейпера, видатний астроном Джон Гершель визнав важливість досягнень Морі, написавши про це Пікерінгу, директору обсерваторії. Гершель попросив Пікерінга «передати міс Морі вітання з тим, що вона пов'язала своє ім'я з одним із найвидатніших досягнень в історії фізичної астрономії».
Коли перша спектроскопічна подвійна система стала загальновідомою, її дослідження радше приписували Пікерінгу, ніж Морі. Сам Пікерінг оголосив про це відкриття у виступі на зустрічі Національної академії наук США у Філадельфії 13 листопада 1889 року. Потім він описав ці результати в статті «Про спектр Дзети Великої Ведмедиці», яка була опублікована в American Journal of Science у 1890 році. В обох випадках єдиною згадкою про Морі був один рядок, у якому говорилося, що «ретельне вивчення результатів зробила міс A. К. Морі, племінниця доктора Дрейпера». Єдиним автором Пікерінг вказав себе.

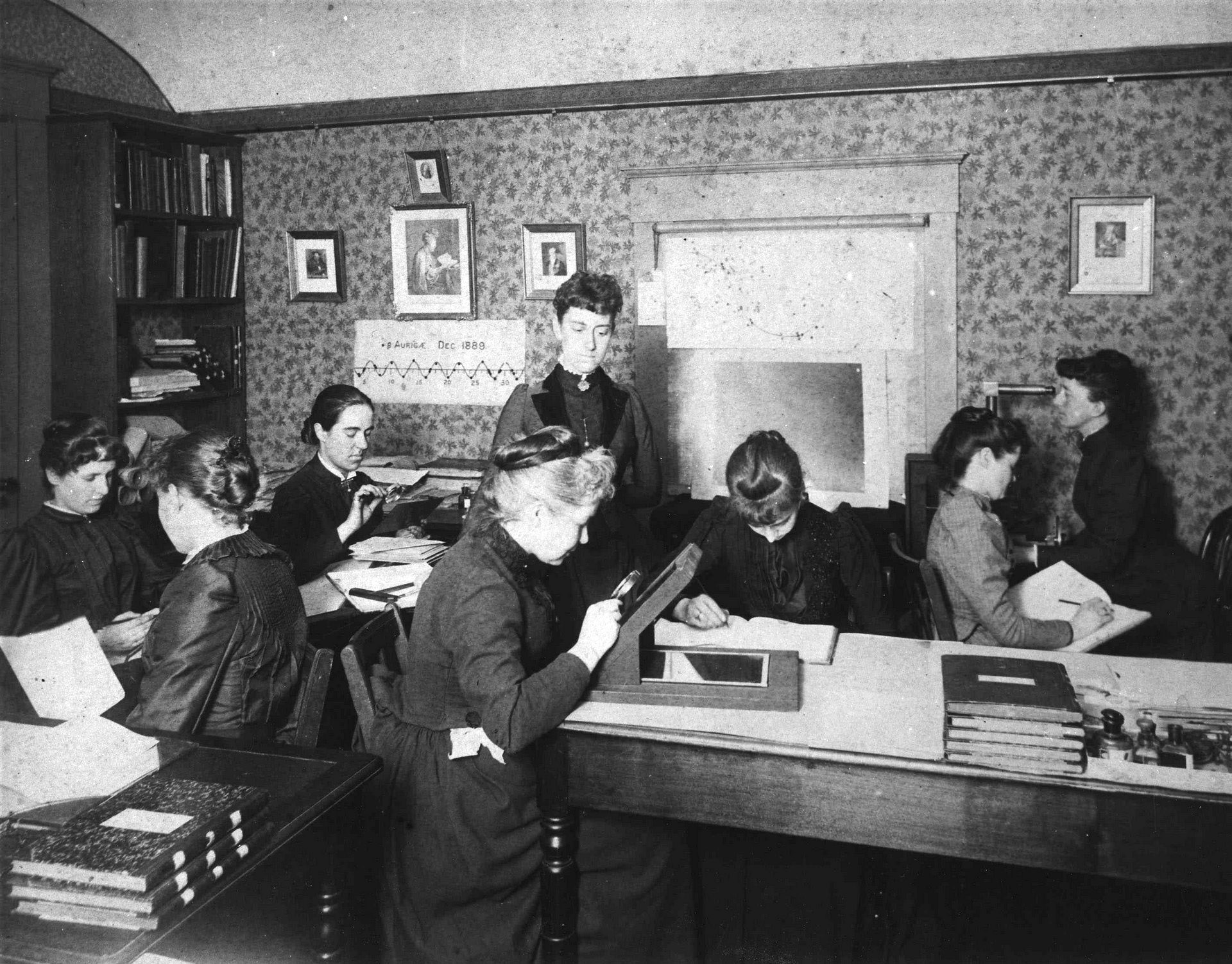
Гарвардські обчислювачки за роботою, зокрема Генрієтта Свон Лівітт (1868—1921), Енні Джамп Кеннон (1863—1941), Вільяміна Флемінг (1857—1911) і Антонія Морі (1866—1952).

У 1888 році Морі було доручено спостерігати зоряні спектри яскравих зір у північній небесній півкулі та каталогізувати їх. Її робота сприяла створенню Каталогу Генрі Дрейпера. До 1924 року каталог містив 225 300 зоряних спектрів з описами їхніх характеристик. До 2017 року каталог збільшився до 359 083 спектрів.
Співробітники Обсерваторії Гарвардського коледжу використовували алфавітну систему класифікації зоряних спектрів, розроблену Вільяміною Флемінг та Енні Джамп Кеннон. Морі вдосконалила цю класифікацію, включивши в неї інформацію про ширину, чіткість та інтенсивність спектральних ліній. Вона ввела позначення a, b, c для спектрів із широкими, середніми й вузькими лініями відповідно. 1905 року Ейнар Герцшпрунг зауважив, що c-зорі мають менший власний рух, тобто знаходяться на більшій відстані від Землі. Це означало, що c-зорі набагато яскравіші, ніж a- і b-зорі того ж спектрального класу. Хоча зараз a-b-c-систему Морі вже не використовують, вона стала першим кроком до усвідомлення різниці між спектрами карликів і гігантів, створення діаграми Герцшпрунга-Рассела й винайдення методу фотометричних паралаксів.
У 1891 році Морі залишила обсерваторію й почала викладати в школі Гілмана в Кембриджі, штат Массачусетс. Пікерінг попросив її повернутися й завершити свою роботу, але вона відповіла, що їй буде некомфортно завершувати дослідження, якщо її внесок не визнають.
|  | Я не вважаю справедливим передавати свою роботу в інші руки, поки її не будуть вважати виконаною мною. Я розробила теорію, витративши багато часу на роздуми та детальне порівняння, і вважаю, що я повинна мати повне визнання за мою теорію зв'язків між зоряними спектрами, а також за мої теорії щодо β Ліри.Оригінальний текст (англ.) I do not think it is fair that I should pass the work into other hands until it can stand as work done by me. I worked out the theory at the cost of much thought and elaborate comparison and I think that I should have full credit for my theory of the relations of the star spectra and also for my theories in regard to Beta Lyrae. |

Вона повернулася в обсерваторію 1893 і 1895 роках і опублікувала свої спостереження спектрів зір у важливому каталозі 1897 року «Спектри яскравих зір, сфотографованих за допомогою 11-дюймового телескопа Дрейпера в межах Меморіалу Генрі Дрейпера та обговорених Антонією С. Морі під керівництвом Едварда Чарльза Пікерінга». Цей каталог містить результати дослідження Морі 4800 фотографій спектрів зір з використанням її власної системи класифікації та детальним аналізом 681 яскравої північної зорі. Це було перше видання обсерваторії, у назві якого фігурувало ім'я жінки.

Пікерінг та інші співробітники обсерваторії не погодилися з системою класифікації Морі й відмовилися її використовувати. Частково у відповідь на таку негативну реакцію на її роботу вона вирішила залишити обсерваторію. Однак до 1908 року данський астроном Ейнар Герцшпрунг усвідомив цінність її класифікації та використав її у своїй системі відокремлення яскравих червоних гігантів від тьмяних карликових зір. Герцшпрунг писав Пікерінгу:
|  | На мою думку, розділення Антонією Морі зір на c- та ac-типи є найважливішим досягненням у класифікації зір після спроб Фогеля та Секкі... Недооцінювати c-властивості в сонячних спектрах, на мою думку, майже так само неприйнятно, як для зоолога, який виявив вирішальні відмінності між китом і рибою, продовжувати класифікувати їх разом.Оригінальний текст (англ.) In my opinion the separation by Antonia Maury of the c and ac-stars is the most important advancement in stellar classification since the trials by Vogel and Secchi ... To neglect the c-properties in solar spectra, I think, is nearly the same thing as if the zoologist, who had detected the deciding differences between a whale and a fish, would continue in classifying them together. |

У 1922 році Міжнародний астрономічний союз змінив свою систему класифікації зір на основі результатів Морі та Герцшпрунга — це формулювання тепер знане як діаграма Герцшпрунга–Рассела. Астрономка Дорріт Гоффлейт наполягає, що зоряна морфологія сповільнилася на 30 років через те, що теорію класифікації зір Антонії Морі не прийняли раніше.
Між 1896 і 1918 роками Морі викладала фізику та хімію в школі для дівчат Касл-Скул у Террітауні, штат Нью-Йорк. Вона також читала лекції з астрономії в Корнельському університеті.
У 1918 році Морі повернулась до Обсерваторії Гарвардського коледжу як ад'юнкт-професор. За наступника Пікерінга Гарлоу Шеплі їй віддали належне за її роботу, яка вже публікувалася під її власним іменем. Вона залишалася в обсерваторії до виходу на пенсію в 1948 році. Її робота, яка підсумовує багаторічні спектроскопічні дослідження подвійної зорі β Ліри, була опублікована 1933 року.

### Останні роки
Після виходу на пенсію Морі захопилася природою та її охороною. Вона входила до Національного Одюбонівського товариства й любила спостерігати птахів. Вона боролася за порятунок секвой від вирубки під час війни.
Протягом трьох років Морі також працювала кураторкою Обсерваторії Генрі Дрейпера — музею в селищі Гастінгс-он-Гадзон, штат Нью-Йорк, де її дід і дядько побудували обсерваторію й де були зроблені перші телескопічні фотографії Місяця.
Морі померла 8 січня 1952 року в селищі Доббс-Феррі, штат Нью-Йорк.

## Відзнаки та вшанування
- Премія Енні Джамп Кеннон Американського астрономічного товариства (1943)[29].
- Місячний кратер Морі[en] названий на честь Антонії Морі та її двоюрідного брата, океанографа й командера військово-морського флоту США Метью Фонтейна Морі[en][30][31].